# 化女星
化女星（86 Semele）是第86颗被人类发现的小行星，于1866年1月4日发现。化女星的直径为120.6千米，质量为1.8×1018千克，公转周期为2007.366天。
化女星以希臘神話的人物塞墨勒命名。